# Березовський Юхим Матвійович
Юхи́м Матві́йович Березо́вський (8 лютого 1913, Саврань, Подільська губернія — 16 грудня 2011, Москва) — радянський військовик, учасник Другої світової війни. Герой Радянського Союзу (1944).

## Ранні роки
Походить з багатодітної єврейської родини. Мати померла в 1918, батько був кушніром — вичиняв та видублював шкури — через проблеми з хребтом став інвалідом. Юхим з шестирічного віку стає круглим сиротою, безпритульним, ріс на вулиці та в дитячих будинках.
Освіти не отримав, працював на Костянтинівському пляшковому заводі. Закінчивши фабрично-заводське училище, працював на заводі шліфувальником.
У 1934 році призваний до армії, служив на Донбасі в артилерійському полку.
Після демобілізації у 1938 зостався на Донбасі, закінчив курси електромеханіків та став працювати на залізниці — на станції Ясинувата.
Заочно навчався у залізничному технікумі імені Андрєєва в Москві. 1941 року склав іспит за останній курс.

## Бойовий шлях
У серпні 1941 року добровільно пішов на фронт. В лютому 1942 після навчання потрапив до 240-ї дивізії 3-ї армії Брянського фронту, воював у Підмосков'ї. Командир відділення розвідки 692-го артилерійського полку, в цьому часі нагороджений медаллю «За відвагу».
У боях під Сталінградом призначений командиром вогневого взводу артилерійської батареї, за сталінградські бої нагороджений орденом Червоного Прапора.
Брав участь в Острогозько-Росошанській та Воронезько-Касторненській операціях.
У боях на Курській дузі — командир батареї, поранений. В часі з 7 по 12 липня 1943 його батарея знищила 12 танків противника.
Під час подолання водного рубежу через Десну організовує переправу своєї батареї на правий берег, там прицільним вогнем батарея підтримує дії стрілецьких підрозділів.
Бере участь у боях за Київ. 28 вересня 1943 року — серед перших у полку подолав річку Дніпро біля села Лютіж, підтримує вогнем підрозділи у боях за утримання і розширення плацдарму. На поромі, зробленому з рибальських човнів, переправляє батарею через річку, полк вистояв, знищивши багато техніки і живої сили.
10 січня 1944 року указом Президії Верховної Ради СРСР старшому лейтенантові Юхиму Березовському присвоєно звання Героя Радянського Союзу.
Воював у Карпатах, Румунії, Австрії, 9 травня 1945 року зустрів у Празі.
За війну поранений п'ять разів, кілька разів контужений. У госпіталь не їхав — відмовлявся, лікувався у своїй санітарній частині і далі воював.
Учасник Параду Перемоги 1945 року у Москві. Направлений для навчання у Вищу партійну школу, проте вирішує повернутися до мирної праці, з 1945 року капітан Березовський в запасі.

## Мирний час
1949 року закінчив Ленінградський інститут інженерів залізничного транспорту, працює на залізниці в Бєлгороді.
Двадцять років — в 1951-71 — керував Лозівською дистанцією сигналізації та зв'язку.
Переїхав до Москви — працював на електротехнічних заводах по виробництву залізничної автоматики.
2000 року отримав звання майора запасу.
Похований на Бабушкінському цвинтарі.

## Нагороди та відзнаки
- орден Леніна
- орден Бойового Червоного Знамені
- орден Олександра Невського
- 2 ордена Вітчизняної війни 1 ступеня
- орден Червоної Зірки
- «Почесний громадянин міста Лозова»
- Почесний залізничник СРСР (1962).

## Вшанування пам'яті
У 2013 році біля Лозівської дистанції сигналізації та зв'язку відкрито меморіальну таблицю його пам'яті.